# Мъдрец (област Стара Загора)
 За другото българско село с име Мъдрец вижте Мъдрец (Област Кърджали).  
Мъдрец е село в Южна България. То се намира в община Гълъбово, област Стара Загора.

## География
Село Мъдрец е живописно село, част от Тракийската низина, разположено в котловина, находяща се в подножието на северозападните склонове на Сакар планина, на двата бряга на река Дерменка, и левия бряг на река Соколица /Дуван дере/. Селото е обгърнато от възвишения- на изток  „Белият бряг", на югоизток „Махмудова курия“, на югоизток и юг „Козалан“, на югозапад „Мандаери“, на запад „Балармаджи“ и равнинна местност „Карач герен“, на северозапад „Сакарджа“, на север  „Тузлуджен“, „Билюците“ и равнината „Карагерен“, на североизток  „Чекека“ и „Махмучук“. На североизток добре се очертават Манастирските възвишения.

## История
Селото датира от 5 века. В миналото се е наричало Софларе, което ще рече учени, мъдри хора.

## Редовни събития
Всяка година на Архангелов ден се провежда пищен, двудневен събор, с програма, музика и веселие. Прави се курбан.

## Личности
- Петко Матев – кмет на селото от ноември 1971 г. до декември 1989 г. На негово име има кръстена улица в селото. Петко Матев посмъртно е утвърден през 2004 г. за носител на „Юбилеен почетен знак“ за активна обществена дейност и принос в развитието на Мъдрец и общината.
- Стоян Стоянов (р.1948г.) – бивш кмет на Стара Загора, дългогодишен директор на Кооперативна банка
- Димо Няголов Стоянов (р.1922г.) – полковник и командир на дивизия в гр. Кърджали
- Нейко Георгиев Велчев (р.1937г.) - поет
- Стефан Желев (р.1934г.) - работил в ЦКС
- Проф. д-р инж. Николай Михайлов
- Акад. Нягол Точев Манолов (р.1932 г.)
- Аргир Господинов, български революционер от ВМОРО, четник на Тане Николов

## Други
Населението е изцяло християнско.
Кражбите в селото са рядкост.
В селото има две църкви. Старата, „Св. Архангел Михаил“, датира от 1876 г.. Построена е с дарения на християни и е обявена за паметник на културата.
Новата църква, „Св. Николай Мирликийски Чудотворец“ е внушителна кръстокуполна еднокорабна сграда и е изградена изцяло от бетон. Дължината ѝ е 19 м., широчината 14 м. Най-високият купол с кръста е 17 м. Камбаната датира от 1891 г.
Има работеща детска градина, поща, компактен, благоустроен център, множество магазини, функциониращо читалище с история и богата библиотека, голяма зала за тържества, парк. Първото училище тук е открито през 1883г., но е закрито преди повече от 10 години. Има детски танцов състав и женска певческа група към Клуба на пенсионера. В центъра на селото е изграден постамент, на който е монтирано артилерийско оръдие, дар от местния благодетел проф. д. ик. н. инж. Михайлов.
Почвите са плодородни. В миналото селото се е славело с дувандеренските дини. Било е развито бубарството, тютюневите насаждения.
В резултат на археологически разкопки на Голямата могила край село Мъдрец, са намерени ценни находки и артефакти, които се намират в музеите на Стара Загора и Раднево.